# Stenorrhina
Stenorrhina är ett släkte av ormar. Stenorrhina ingår i familjen snokar.
Arterna är med en längd av 75 till 150 cm medelstora ormar med robust bål. Utbredningsområdet sträcker sig från Mexiko till Ecuador. Dessa ormar lever i gräsmarker och i skogar i låglandet. De äter spindlar, skorpioner och andra ryggradslösa djur. Honor lägger ägg.
Arter enligt Catalogue of Life:
- Stenorrhina degenhardtii
- Stenorrhina freminvillei